# История арифметики
История арифметики охватывает период от возникновения счёта до формального определения чисел и арифметических операций над ними с помощью системы аксиом. Арифметика — наука о числах, их свойствах и отношениях — является одной из основных математических наук. Она тесно связана с алгеброй и теорией чисел.
Причиной возникновения арифметики стала практическая потребность в счёте, простейших измерениях и вычислениях. Первые достоверные сведения об арифметических знаниях обнаружены в исторических памятниках Вавилона и Древнего Египта, относящихся к III—II тысячелетиям до н. э. Большой вклад в развитие арифметики внесли греческие математики, в частности пифагорейцы, которые пытались с помощью чисел определить все закономерности мира. В Средние века основными областями применения арифметики были торговля и приближённые вычисления. Арифметика развивалась в первую очередь в Индии и странах ислама и только затем пришла в Западную Европу. В XVII веке мореходная астрономия, механика, более сложные коммерческие расчёты поставили перед арифметикой новые запросы к технике вычислений и дали толчок к дальнейшему развитию.
Теоретические обоснования представления о числе связаны в первую очередь с определением натурального числа и аксиомами Пеано, сформулированными в 1889 году. За ними последовали строгие определения рациональных, действительных, отрицательных и комплексных чисел. Дальнейшее расширение понятия числа возможно только при отказе от одного из арифметических законов.

## Возникновение арифметики
Если в двух множествах (наборах предметов) каждый элемент одного набора имеет единственную пару в другом наборе, то эти множества равномощны. Такое фактическое сравнение, когда предметы раскладывались в два ряда, использовалось ещё первобытными племенами при обмене, оно даёт возможность устанавливать количественные соотношения между группами объектов и не требует понятия числа.
В дальнейшем появились естественные эталоны счёта, например, пальцы рук, а затем и множества-эталоны, такие как руки. С появлением эталонов, символизирующих конкретные числа, и связывают возникновение понятия числа. При этом число предметов сравнивали с Луной в небе, количеством глаз, количеством пальцев на руке. Позднее многочисленные эталоны заменились на один наиболее удобный, обычно им становились пальцы рук и/или ног.
Следующим шагом было появление общего понятия натурального числа, отделённого от конкретных предметов. Натуральное число возникло как идеализация конечного множества однородных, устойчивых и неделимых предметов (людей, овец, дней и т. п.); соответственно и действия с числами первоначально отражали реальные действия с такими множествами (объединение, разделение и т. п.). Для праиндоевропейского языка, использовавшего десятеричную систему счисления, уже реконструированы названия числительных до ста включительно. Лебег по этому поводу заметил: «Возможно, что если бы люди имели одиннадцать пальцев, была бы принята одиннадцатиричная система счисления».
Для записи результатов счёта использовали зарубки на дереве или костях, узелки на верёвках — искусственные эталоны счёта. Лучевая кость молодого волка с 55 зарубками на ней была найдена в 1937 году около деревни Дольни-Вестонице (Чехия). Возраст находки составляет около 5 тысяч лет (по другим данным, около 30 тысяч лет), долгое время она была старейшей известной записью числа. Б. А. Фролов, специалист по палеолиту из Новосибирска, видит в графике орнаментов верхнего палеолита, начиная с памятников из Дольни-Вестонице, многие свидетельства о том, что люди этой эпохи чётко различали определённые количества одинаковых элементов и особенно часто подчёркивали некоторые количества: по 5 или 7 предметов, а также кратные им (особенно 10 и 14).
При наименовании чисел использовались либо неразложимые наименования (такие числа получили название узловые), либо составленные из узловых наименований — алгоритмические. При этом комбинирование алгоритмических чисел основано на арифметических операциях, осуществляемых над узловыми числами.
Нумерация, так же как и названия чисел, основана на одном из трёх принципов:
- аддитивном (additio — сложение) — знаки для {\displaystyle 1,10,100} и повторение этих знаков ({\displaystyle 1n,10n,100n});
- субтрактивном (subtractio — вычитание) — сочетание цифр {\displaystyle mn}, где {\displaystyle m<n}, равносильно разности {\displaystyle n-m};
- мультипликативном (multiplicatio — умножение) — сочетание цифр {\displaystyle mn} равносильно произведению, используется для названия десятков и сотен в индоевропейских языках, в частности в русском.

Помимо указанных выше, в ряде источников упоминается также принцип, основанный на делении.

## Древние математические тексты и системы счисления

### Древний Египет
Основные сведения по египетской математике базируются на папирусе Ахмеса, который является конспектом египетского писца Ахмеса (XVIII—XVII века до н. э.), а также Московском папирусе. Оба папируса относятся к эпохе Среднего царства. Информации о математических текстах Нового царства, так же как и Раннего и Древнего царств, не сохранилось. Математические папирусы Древнего Египта были составлены для учебных целей, они содержат задачи с решениями, вспомогательные таблицы и правила действий над целыми числами и дробями, встречаются арифметические и геометрические прогрессии, а также уравнения.
Египтяне пользовались десятичной системой счисления. Иероглифическая нумерация была аддитивной со специальными знаками для {\displaystyle 1,10,100,1000} и так далее до десяти миллионов, в то время как в иератическом письме появились знаки для чисел от одного до девяти, для десятков, сотен и тысяч, а также специальные знаки для дробей вида {\displaystyle 1/n}, или аликвотных дробей.
Египетские математические тексты особое внимание уделяли вычислениям и возникающим при этом трудностям, от которых во многом зависят методы решения задач. Египтяне использовали такие арифметические операции, как сложение, удвоение и дополнение дроби до единицы. Любое умножение на целое число и любое деление без остатка проводились с помощью многократного повторения операции удвоения, что приводило к громоздким вычислениям, в которых участвовали определённые члены последовательности {\displaystyle 1,2,4,8,16,...}. В Египте нашли применение только аликвотные дроби, а все остальные дроби разлагались на сумму аликвотных. В папирусе Ахмеса представлены таблицы таких разложений для дробей вида {\displaystyle 2/n}, остальные вычисления с дробями делались при помощи операции удвоения. При определении площади квадрата, объёма куба или нахождении стороны квадрата по его площади египтяне сталкивались с возведением в степень и извлечением корня, хотя названия этих операций ещё не было.

### Вавилон
Вавилонские клинописные математические тексты использовали шестидесятеричную систему счисления, характерную ещё для шумер, и представляли собой учебные пособия, которые включали таблицы умножения для чисел от {\displaystyle 1} до {\displaystyle 59}, а также таблицы обратных чисел, таблицы квадратов и кубов чисел натурального ряда, таблицы вычисления процентов, дроби с основанием {\displaystyle 60}. Известно более трёхсот табличек с текстами математических задач и числовыми таблицами. Для Вавилона характерно широкое применение таблиц.
В Вавилоне впервые появляется последовательная позиционная нумерация. Первые пятьдесят девять чисел записывались с повторением знаков единиц и десятков нужное число раз. Аналогичным образом записывались числа, кратные шестидесяти, слева от первого набора. Позднее такое расположение распространилось на любые числа вида {\displaystyle 60^{n}} и {\displaystyle 1/60^{n}}. Кроме того, вавилоняне ввели знак, обозначающий ноль при записи числа.
Сложение и вычитание в Вавилоне были аналогичны данным действиям в десятичной позиционной системе с тем отличием, что переход в следующий разряд был необходим как для основания системы, так и для единиц и десятков. Из-за большого основания вавилоняне пользовались не единой таблицей умножения до {\displaystyle 59}, которая бы содержала большое число элементов, а множеством таблиц произведений чисел от {\displaystyle 1} до {\displaystyle 59} на числа {\displaystyle 1,2,3,...,19,20,30,40,50}, называемые также «заглавными». Операции деления у вавилонян не было, поэтому большое внимание было уделено составлению таблицы обратных величин, то есть чисел, образующихся при делении {\displaystyle 60} на {\displaystyle 2,3,4,...}. В случае деления, дающего бесконечную дробь, сначала писалось, что обратного числа нет, а позднее стало даваться приближённое значение.
При решении арифметических задач вавилоняне опирались на пропорции и прогрессии. Они знали формулу суммы {\displaystyle n} членов арифметической прогрессии, правила для суммирования геометрической прогрессии, решали задачи на проценты. В Вавилоне знали множество пифагоровых троек, для поиска которых, вероятно, пользовались неизвестным общим приёмом. В целом задача нахождения целых и рациональных решений уравнения {\displaystyle x^{2}+y^{2}=z^{2}} относится к теории чисел. Геометрические задачи привели к необходимости приближённого извлечения квадратных корней, которое они выполняли, используя правило {\displaystyle {\sqrt {a^{2}+r}}\approx a+{\frac {r}{2a}}} и итерационные методы для дальнейшего приближения результата.

### Древняя Греция
Первоначально греки пользовались аттической нумерацией, которая использовала знаки для чисел {\displaystyle 1,5,10,50,100,500,1000}. Эту систему описал грамматик и историк Геродиан во II веке н. э. С помощью аттической нумерации записывались результаты вычислений на счётной доске абаке. Со временем аттическую нумерацию заменила компактная буквенная, или ионическая. Ионическая нумерация использовала 24 буквы греческого алфавита и три вышедшие из обращения буквы для обозначения единиц от {\displaystyle 1} до {\displaystyle 9}, десятков от {\displaystyle 10} до {\displaystyle 90} и сотен от {\displaystyle 100} до {\displaystyle 900} (вышедшие из обращения буквы использовались для обозначения чисел {\displaystyle 6,90,900}). Чтобы отличать числа от букв над ними ставили черту. Для записи числа {\displaystyle 1000} использовали тот же символ, что и для единицы, но со штрихом слева снизу. Это напоминает позиционную систему, но окончательного перехода не произошло. Считается, что такая система затрудняла сложные вычисления, однако в 1882 году французский историк математики Поль Таннери пришёл к выводу, что при правильном подходе греческая система нумерации не сильно отличается от десятичной по скорости вычислений.
Развитие древнегреческой арифметики связано с пифагорейской школой. Пифагорейцы полагали поначалу, что отношение любых двух отрезков можно выразить через отношение целых чисел, то есть геометрия представляла собой арифметику рациональных чисел. Использование аналогичных отношений в гармонии и музыке привело пифагорейцев к выводу, что все закономерности мира можно выразить с помощью чисел, а арифметика нужна для того, чтобы сформулировать отношения и построить модель мира. В частности, пифагореец Архит писал: «Арифметика, по [моему] мнению, среди прочих наук весьма выделяется совершенством знания; да и геометрии [она совершеннее, так как] она яснее, чем геометрия, рассматривает любой [предмет]».
Пифагорейцы рассматривали только целые положительные числа и полагали число собранием единиц. Единицы были неделимы и располагались в виде правильных геометрических тел. Пифагорейцам характерно определение «фигурных чисел» («треугольных», «квадратных» и других). Изучая свойства чисел, они разбили их на чётные и нечётные (как признак делимости на два), простые и составные. Вероятно, именно пифагорейцы с помощью только признака делимости на два смогли доказать, что если {\displaystyle 1+2+...+2^{n}=p} — простое число, то {\displaystyle 2^{n}p} — совершенное число. Доказательство изложено в «Началах» Евклида (IX, 36), только в XVIII веке Эйлер доказал, что других чётных совершенных чисел не существует, а вопрос о бесконечности числа совершенных чисел до сих пор не решён. Также пифагорейцы вывели формулу и нашли бесконечное множество целых решений уравнения {\displaystyle x^{2}+y^{2}=z^{2}}, так называемых пифагоровых троек (вывод первой формулы определения пифагоровых троек приписывают Платону, который уделял большое внимание арифметике, или науке о числах).
Известно, что у пифагорейцев существовало учение о рациональных числах, или отношениях отрезков, но само оно не сохранилось. Вместе с тем им принадлежит доказательство несоизмеримости диагонали и стороны единичного квадрата. Данное открытие означало, что отношений целых чисел недостаточно для выражения отношений любых отрезков и что на этом основании невозможно строить метрическую геометрию. Первое учение об иррациональностях принадлежит Теэтету, ученику Сократа. Он определил, что для квадрата, площадь которого выражается целым неквадратным числом, сторона является несоизмеримой стороне единичного квадрата, иными словами, определил иррациональности вида {\displaystyle {\sqrt {N}}}, аналогичным образом он определил иррациональность вида {\displaystyle {\sqrt[{3}]{N}}} для единичного куба.
Общая теория делимости появилась в 399 году до н. э. и принадлежит, по-видимому, также Теэтету. Евклид посвятил ей книгу VII и часть книги IX «Начал». В основе теории лежит алгоритм Евклида для нахождения общего наибольшего делителя двух чисел. Следствием алгоритма является возможность разложения любого числа на простые сомножители, а также единственность такого разложения. Закон однозначности разложения на простые множители является основой арифметики целых чисел. Алгоритм Евклида позволяет определить неполные частные разложения рационального числа в непрерывную дробь. Вместе с тем понятие непрерывной дроби в Древней Греции не возникло.
Следуя Евклиду, для рациональных чисел, в отличие от целых, всегда возможно деление. В Греции умели оперировать дробями вида {\displaystyle m/n}, складывать и вычитать их, приводя к общему знаменателю, умножать и делить, а также сокращать. В теоретических построениях греки исходили из неделимости единицы и говорили не о долях единицы, а об отношении целых чисел. Для этих отношений было определено понятие пропорциональности, которое разбивало все отношения на непересекающиеся классы. В Древней Греции для этого определялась наименьшая пара из всех, имеющих одинаковое отношение, или пара, в которой числа взаимно просты, что соответствует понятию несократимой дроби.
Проблемы построения конечной меры и определения действительного числа обнажили научный кризис в V веке до н. э., выходом из которого занимались все философские школы Древней Греции. Показать все трудности, возникающие при решении этих проблем, удалось Зенону Элейскому в его парадоксах, или апориях. Новые основы математики предложил Евдокс Книдский. Он сформулировал более общее, чем число, понятие геометрической величины — например, отрезка, площади, объёма. Для однородных величин Евдокс определил с помощью аксиом отношение порядка, а также ввёл аксиому, известную как аксиома Архимеда. Такой подход позволил определять произвольные отношения величин, что решало известные тогда проблемы несоизмеримости. Вместе с тем Евдокс не сформулировал аналога аксиомы непрерывности, из-за чего вопрос соизмеримости остался не до конца решённым. Евдокс также не определял для величин арифметические операции. Окончательно объединил понятия числа и величины (точнее, отношения величины к единичному эталону) Ньютон, Исаак в «Универсальной арифметике» (1707). Вместе с тем построения Евдокса настолько близки более позднему определению действительного числа, данному Дедекиндом, что Липшиц спрашивал последнего в одном из писем о том, что он сделал нового.
После завоеваний Александра Македонского центр греческой науки сместился в Александрию. Основополагающим трудом того времени являются «Начала» Евклида, состоящие из тринадцати книг. Книга V посвящена теории отношений Евдокса, книга VI — связи отношений с операцией умножения отрезков, или построению параллелограммов, книги VII—IX — теории целых и рациональных чисел, также рассматриваемых как отрезки, книга X — классификации иррациональностей по Теэтету.
В работе Архимеда «Псаммит» был разработан метод для выражения сколь угодно больших чисел. Его конструкция позволяет построить числа первого порядка (до {\displaystyle 10^{8}}), затем второго порядка (от {\displaystyle 10^{8}} до {\displaystyle 10^{8}\cdot 10^{8}}) и далее, при этом она может быть продолжена и далее. Архимед также показывает, что число песчинок в сфере, диаметр которой менее чем в {\displaystyle 10000} раз превосходит диаметр Земли, не превышает {\displaystyle 10^{63}}, иными словами является конечным.
В дальнейшем древнегреческая арифметика, как и математика в целом, пришла в упадок. Новые знания появляются только в I—II веках н. э. В III веке Диофант начал построение алгебры с опорой не на геометрию, а на арифметику. Диофант также расширил числовую область на отрицательные числа. Работы Диофанта по решению неопределённых уравнений в рациональных числах стоят на стыке теории чисел и алгебраической геометрии.

### Древний Рим
Римская система нумерации была мало приспособлена для вычислений. Римские числовые знаки возникли до появления алфавита и не происходят от его букв. Считается, что первоначально числа от 1 до 9 обозначались соответственным числом вертикальных чёрточек, а их перечёркивание означало удесятерение числа (отсюда число X). Соответственно, чтобы получить число 100, палочку перечёркивали два раза. Впоследствии произошло упрощение системы. В настоящее время она применяется в специальных случаях — XIX век, Екатерина II, VI съезд и др.

### Китай
Во II веке н. э. были созданы «Трактат об измерительном шесте» (по астрономии) и «Математика в девяти книгах» (книга для землемеров, инженеров, чиновников и торговцев) — наиболее древние из дошедших до нас математических сочинений Китая. Вместе с ещё рядом книг, написанных в III—IV веках, они образовывали «Десять классических трактатов», которые долгое время переиздавались без изменений. До XIV века математика Китая представляла собой набор вычислительных алгоритмов для решения на счётной доске.
В основе китайской нумерации лежит мультипликативный принцип: разряды записываются сверху вниз или слева направо, при этом за числом тысяч идёт знак тысячи, далее за числом сотен — знак сотни, за числом десятков — знак десятка — и в конце число единиц. Для выполнения арифметических действий использовалась счётная доска, предвестник суаньпаня, и счётные палочки. На счётной доске применялась позиционная запись. При этом, по словам китайского математика III века Сунь-Цзы, «в методах, которые употребляются при обычном счёте, прежде всего [следует] познакомиться с разрядами: единицы вертикальны, десятки горизонтальны; сотни стоят, тысячи лежат; тысячи и десятки выглядят одинаково, десятки тысяч и сотни тоже».
Арифметические операции сложения и вычитания, производимые на счётной доске, не требовали дополнительных таблиц, для умножения же существовала таблица от {\displaystyle 1\times 1} до {\displaystyle 9\times 9}. Действия умножения и деления производились начиная со старших разрядов, при этом промежуточные результаты удалялись с доски, что делало проверку невозможной. Поначалу умножение и деление были независимыми операциями, но затем Сунь-Цзы отметил их взаимную обратность. Практически одновременно с целыми числами появились и дроби, причём уже ко II веку до н. э. операции с дробями были хорошо разработаны. Для сложения и вычитания использовалось произведение знаменателей, умножение определялось геометрически как площадь прямоугольника, деление же было связано с задачей о дележе, при этом число участников дележа могло быть дробным. В V веке н. э. Чжан Цю-цзянь заменил деление на дробь умножением на перевёрнутую, при этом дробь воспринималась как пара чисел, чему способствовало применение счётной доски. Уже в III веке н. э. в Китае появляются десятичные дроби, с помощью которых давалось приближённое значение иррациональных величин.
В Китае умели решать задачи с помощью правила двух ложных положений, которое европейцы приписывали индийской науке. При подстановке двух различных величин в левой части уравнения {\displaystyle ax-b=y} в правой получаются два различных значения, из которых при помощи пропорции можно было найти решение для {\displaystyle ax-b=0}. Китайцы использовали вариант, когда в правой стороне имеются избыток и недостаток. Для решения систем линейных уравнений необходимо было введение отрицательных чисел. На доске они выделялись палочками другого цвета, а на письме другими чернилами или косой чертой. Кроме того, отрицательные числа имели особое название. Для них были сформулированы правила выполнения операций вычитания и сложения, причём вычитание было определено в первую очередь. Поначалу отрицательные числа использовались только в процессе счёта и к концу вычислений удалялись с доски, затем китайские учёные стали толковать их как долг или недостачу.

## Арифметика в Средневековье
В Средние века математика развивается в первую очередь в исламских странах, Византии и Индии и только затем приходит в Западную Европу. Одними из основных областей математики в это время являются коммерческая арифметика, приближённые вычисления и учения о числе.

### Индия
Позиционная система счисления (десять цифр, включая ноль) была введена в Индии. Она позволила разработать сравнительно простые правила выполнения арифметических операций. Учёные полагают, что в Индии позиционная система впервые появилась не позже начала нашей эры. Однако в связи с тем, что индийцы использовали хрупкие материалы для письма, документальных памятников этого периода не сохранилось. Подлинным документом, использующим позиционную нумерацию, считается Бакхшалийская рукопись, которая относится к XII веку.
Для целых чисел в Индии использовалась десятичная система. Сначала это были цифры в письме кхароштхи, которые писались справа налево, а затем в письме брахми, которые писались слева направо. Оба варианта использовали аддитивный принцип для чисел до 100 и мультипликативный — далее. Однако в брахми использовались специальные знаки для чисел от 1 до 9. На основе этой системы были разработаны современные цифры письма деванагари (или «божественного письма»), которые стали применяться в десятичной позиционной системе. К 595 году относится первая запись числа, в которой применяются девять цифр, нуля ещё не было. Для удобства вычислений Ариабхата предложил записывать цифры знаками санскритского письма. В 662 году христианский епископ Сирии Север Себохт писал: «Я не стану касаться науки индийцев … их системы счисления, превосходящей все описания. Я хочу лишь сказать, что счёт производится с помощью девяти знаков».
Основными арифметическими действиями в Индии считались сложение, вычитание, умножение, деление, возведение в квадрат и куб, извлечение квадратных и кубических корней, для которых были разработаны правила. Вычисления проводились на счётной доске с песком или пылью или просто на земле и записывались палочкой. Промежуточные выкладки стирались, что приводило к невозможности проверки с помощью обратной операции, вместо чего использовалась проверка с помощью девятки. Индийцы знали дроби и умели совершать операции над ними, пропорции, прогрессии. Уже с VII века н. э. они пользовались отрицательными числами, интерпретируя их как долг, а также иррациональными числами. Они занимались суммированием числовых рядов, в частности, примеры арифметических и геометрических прогрессий имеются в «Ведах», а в XVI веке Нараяна Пандит) произвёл более общие суммирования.
Индийские математики Ариабхата, Брахмагупта и Бхаскара решали диофантовы уравнения вида {\displaystyle ax+b=cy} в целых числах. Кроме того, они решали в целых числах уравнения вида {\displaystyle ax^{2}+b=y^{2}}, что было наивысшим достижением индийских математиков в области теории чисел. Впоследствии это уравнение и его частный случай при {\displaystyle b=1} привлекли внимание Ферма, Эйлера, Лагранжа. Предложенный Лагранжем метод нахождения решения был близок к индийскому.

### Страны ислама
В IX—X веках научным исламским центром был Багдад, в котором работали ал-Хорезми, Хаббаш аль-Хасиб, ал-Фаргани, Сабит Ибн Курра, Ибрахим ибн Синан, ал-Баттани. Позднее возникли новые научные центры в Бухаре, Хорезме и Каире, в которых работали Ибн Сина, аль-Бируни и Абу Камил ал-Мисри, а затем в Исфахане и Мераге, где работали Омар Хайям и Насир ад-Дин ат-Туси. В XV веке новый научный центр был образован в Самарканде, в нём работал Гияс ад-Дин ал-Каши. Математические центры северо-западного побережья Африки и Пиренейского полуострова сыграли большую роль в распространении знаний в Европу.
У арабов было два типа нумерации: буквенная и десятичная позиционная. Буквенная нумерация хоть и похожа на древнегреческую, но восходит к древнесемитскому алфавиту. В начале IX века Мухаммед ибн-Муса ал-Хорезми написал книгу «Об индийском счёте». Учебник содержал решения практических задач «различного рода и сорта» и был первой книгой, написанной с использованием позиционной системы счисления, до этого цифрами пользовались только для вычислений на счётной доске. В XII веке Аделардом (Англия) и Иоанном Севельским (Испания) были сделаны два перевода книги на латинский язык. Её оригинал не сохранился, но в 1857 году под названием «Алхорезми об индийском числе» был издан найденный латинский перевод. В трактате описывается выполнение с помощью индийских цифр на счётной доске таких арифметических действий, как сложение, вычитание, удвоение, умножение, раздвоение, деление и извлечение квадратного корня. Умножение дробей, как и деление, рассматривалось с помощью пропорций: {\displaystyle a} умножить на {\displaystyle b} было равносильно поиску такого {\displaystyle q}, что {\displaystyle q:a=b:1}. Данная теория являлась основой арабской арифметики. Однако при этом существовало и другое исчисление дробей, представлявшее любую дробь в виде суммы аликвотных дробей.
В 952—953 годах Абу-л-Хасан Ахмад ал-Уклидиси в своей «Книге разделов об индийской арифметике» использовал десятичные дроби при делении нечётных чисел пополам и некоторых других вычислениях, однако эта книга не оказала влияния на дальнейшее развитие. В начале XV века ал-Каши намеревался построить систему дробей, в которой все операции проводятся как с целыми числами и которая доступна тем, кто не знает «исчисления астрономов». В 1427 году ал-Каши описал систему десятичных дробей, которая получила распространение в Европе после сочинений Стевина в 1585 году. Таким образом, ал-Каши сформулировал основные правила действий с десятичными дробями, формулы перевода их в шестидесятеричные и обратно.
В работах ал-Хорезми встречается приём извлечения квадратного корня, извлечением кубических корней занимался Кушьяр ибн Лаббана, общей разработкой приёмов вычисления корней занимался Омар Хайям. Первое описание извлечения корней любой степени из целого числа встречается в книге ат-Туси «Сборник по арифметике с помощью доски и пыли» (1265). Схема по существу совпадает со схемой Горнера, предложенной в XIX веке, когда дробная часть корня {\displaystyle {\sqrt[{n}]{a^{n}+r}}} находится приближённо в виде {\displaystyle {\frac {r}{(a+1)^{n}-a^{n}}}}. Кроме того, ат-Туси приводит таблицу биномиальных коэффициентов в форме, аналогичной треугольнику Паскаля. Большое внимание в арабских странах уделялось иррациональным числам и приближённым вычислениям. Ал-Хорезми производил простейшие операции с радикалами, которые представлялись более простыми, чем несоизмеримые отрезки, используемые в Древней Греции. Теория пропорций подверглась критическому анализу. В частности, Омар Хайям в 1077 году в трактате «Комментарии к трудностям во введениях книги Евклида» говорил, что древнегреческое определение не отражает истинной сути пропорций. Хайям дал новое определение пропорции, ввёл отношения «больше» и «меньше», обобщил понятие положительного действительного числа. Отрицательные числа не пользовались популярностью у арабских математиков.
Для решения задач арабы пользовались тройным правилом, пришедшим из Индии и описанным наряду с рядом других приёмов в «Книге об индийских рашиках» аль-Бируни, правилом двух ложных положений, пришедшим из Китая и получившим теоретическое обоснование в «Книге о правиле двойного ложного положения» Куста ибн Лукка.
Успехи исламской науки в теории чисел менее значительны. Они умели решать уравнения первой и второй степени в целых числах, знали правила построения пифагоровых троек, а также впервые высказали утверждение, что уравнение {\displaystyle x^{3}+y^{3}=z^{3}} в общем виде неразрешимо в рациональных числах, что является частным случаем великой теоремы Ферма. Приведённое доказательство этого утверждения не сохранилось.

### Византия
Первым византийским христианским математиком был Анфимий, живший в VI веке. Византийская арифметика находилась под влиянием произведений арабских и древнегреческих математиков. Михаилу Пселлу, жившему в XI веке, принадлежит сочинение по арифметике, в котором он касается классификации чисел и отношений, а также приводит названия степеней, называя при этом {\displaystyle x^{5}} «первым невыразимым», а {\displaystyle x^{7}} — «вторым невыразимым», что говорит о том, что Пселл знал и использовал мультипликативную систему, в которой показатели степеней выражаются произведением, а не сложением, как было ранее. Максиму Плануду, жившему в XIII веке, принадлежат комментарии к «Арифметике» Диофанта, а также «Арифметика по образцу индийцев». В XIV веке Иоанн Педиасим написал несколько сочинений по арифметике, осветив её трудные вопросы, Николай Равда привёл способ вычисления на пальцах и приближённый способ извлечения квадратных корней, а Исаак Аргир, дал комментарии к первым шести книгам «Начал» Евклида и построил таблицу извлечения квадратных корней для чисел до 102 с использованием шестидесятеричных дробей.

### Америка
В Центральной Америке в основном использовалась двадцатиричная система счисления. Жрецы майя с Юкатана создали её искусственно и использовали для календарных расчётов. В ней второй разряд был неполным и доходил только до {\displaystyle 19}. В качестве дополнительного основания использовалось число {\displaystyle 5}. Календарь майя представлял собой позиционную систему, где на каждой позиции располагалось божество с определённым количеством знаков. При письме божества не изображали, а для обозначения пустого разряда использовали символ в виде открытой раковины или глаза. В Южной Америке для записи чисел использовалась узловая нумерация, или кипу.
Арифметические расчёты проводились с помощью юпаны, которая представляет собой аналог абака, однако в связи с особенностями системы счисления арифметика, не связанная с астрономическими расчётами, получила слабое развитие.

### Западная Европа
В эпоху раннего феодализма в Западной Европе потребности в науке не выходили за пределы вопросов практической арифметики и геометрии. Книги содержали начальные сведения о семи свободных искусствах, включая арифметику. Наиболее популярными были сочинения Боэция, датируемые VI веком, который в числе прочего перевёл на латинский язык «Арифметику» Никомаха с собственными числовыми примерами и часть «Начал» Евклида без строгих доказательств.
Через Испанию и Сицилию в X веке начали завязываться научные связи с арабским миром. В это время Каталонию посетил учёных монах Герберт, ставший позднее папой Сильвестром II. Ему приписываются такие сочинения, как «Книжка о делении чисел» и «Правила счёта на абаке». В обеих книгах числа пишутся словами или римскими цифрами. Герберт называл вычислителей на абаке «абацистами».
В XII—XIII веках в Европе появились латинские переводы арабских книг по арифметике. Основные переводы были сделаны с арабского на территории Пиренейского полуострова в Толедо под покровительством архиепископа Раймонда I, а также в Барселоне и Сеговии. Приверженцы представленной в книгах десятичной позиционной нумерации стали называться «алгористами» по имени математика ал-Хорезми в латинской форме. Постепенно новая система взяла верх. Основным её преимуществом явилось упрощение арифметических операций. Вместе с тем в Германии, Франции и Англии новые цифры не употреблялись до конца XV века.
Далее переводов пошёл итальянец Леонардо Пизанский (Фибоначчи), живший в XIII веке. В своём основном труде «Книга абака», написанном в 1202 году, он выступил сторонником индийской системы нумерации и считал приёмы абацистов отклонением от верного пути. Пять глав книги посвящены арифметике целых чисел. Фибоначчи использовал нуль как настоящее число, проводил проверку с помощью девятки, знал признаки делимости на 2, 3, 5, 9, приводил дроби к общему знаменателю с помощью наименьшего общего кратного знаменателей, излагал тройное правило, правила пяти, семи, девяти величин и другие правила пропорций, решал задачи на смешение, оперировал суммированием рядов, включая один из возвратных рядов, или ряд Фибоначчи, разъяснял способы приближённого вычисления квадратных и кубических корней. В «Книге абака» приводятся вместе с доказательствами разнообразные методы и задачи, которые широко использовались в сочинениях поздних математиков.
Преподавателю Оксфордского университета магистру Томасу Брадвардину (начало XIV века), ставшему впоследствии архиепископом Кентерберийским, принадлежит книга «Теоретическая арифметика», которая является сокращённым вариантом «Арифметики» Боэция. Кроме того, этот мыслитель в своих работах по механике использовал «половинное» отношение, на основе которого французский математик Николай Орем развил учение о дробных показателях степеней в своём трактате «Алгоризм отношений», а также подошёл к понятию иррационального показателя, которое можно заключать между достаточно близкими целыми и дробными, и осуществил обобщение возведения в степень на положительные дробные показатели. Работы Орема были напечатаны только в XIX веке.
В 1484 году увидела свет рукопись французского бакалавра медицины Никола Шюке «Наука о числах в трёх частях», в которой он, в частности, сопоставляет произведение членов арифметической прогрессии и сумму членов геометрической прогрессии, предвосхищая логарифмы, предлагает число считать корнем первой степени из себя самого, а также использует отрицательные и нулевой показатели степени. В 1487 году Пачоли написал свою «Сумму [знаний] по арифметике, геометрии, отношениям и пропорциональности». В книге, изданной в Венеции в 1494 году, Пачоли изложил различные приёмы арифметических действий, пользуясь при этом алгебраическими символами. Сложение Пачоли обозначал знаком {\displaystyle {\tilde {p}}}, а вычитание — {\displaystyle {\tilde {m}}}. Кроме того, он использовал для отрицательного числа выражение «меньше нуля» и сформулировал правило, по которому меняются знаки при умножении чисел.
В работе Кардано «Великое искусство» в XVI веке было введено понятие мнимых величин, или софистических. Хотя сам Кардано считал их бесполезными, они были использованы Рафаэлем Бомбелли для решения кубических уравнений, который также ввёл правила умножения мнимых и действительных чисел. В том же веке в Европе получают распространение десятичные дроби. Они появляются в работах Франсуа Виета, Иммануила Бонфиса, Симона Стевина. В 1585 году в книге «Десятая» последний агитировал за повсеместное использование десятичных дробей. В том же году в работе «Арифметика» он дал принципиально новое определение иррациональному числу как «с помощью чего выражается количество всякой вещи». Стевин считал иррациональные и отчасти отрицательные числа такими же настоящими, как и дроби, а также полагал делимой единицу.
Штифель в своей «Полной арифметике» вводит определение и алгоритм деления отношения на отношение, он также даёт геометрическое толкование отрицательных чисел («ниже, чем ничего») и проводит аналогию между введением отрицательных и иррациональных чисел. В 1569 году французский профессор Пётр Рамус, которому указом короля было запрещено выступать с критикой Аристотеля, написал «Курс математики в тридцать одной книге», в котором пытался дать математике новое обоснование, основанное не на геометрии, а на арифметике.

## Арифметика Нового времени
В XVII веке мореходная астрономия, механика, более сложные коммерческие расчёты поставили перед арифметикой новые запросы к технике вычислений и дали толчок к дальнейшему развитию.

### Десятичная арифметика и расширение понятия числа
Значительному изменению подверглось понятие числа. Если ранее к области чисел в большинстве своём относили только положительные рациональные числа, то начиная с XVI века всё более признавались иррациональные и отрицательные числа. В «Геометрии» Декарта 1637 года устанавливается связь между арифметикой и геометрическими построениями, причём числовые величины, вопреки Евклиду, фактически лишаются размерности и отделяются от геометрии. Отношение любой величины к единичному эталону является в данном случае эквивалентом действительного числа, при этом рассуждения оставались верны как для соизмеримых, так и для несоизмеримых отрезков, последние сам Декарт называл «глухими числами» (nombres sourds). Ньютон в своих лекциях также делит числа на три вида: целые (измеряются единицей), дробные (кратные доли единицы) и иррациональные (несоизмеримые с единицей). С 1710 года такое определение числа прочно входит во все учебники.
Периодические дроби появились ещё в работе «Десятичный счёт» (Logistica decimalis) И. Г. Бейера в 1603 году. Работу над ними продолжил Валлис в «Трактате по алгебре» в 1685 году, где он определил, что для несократимой дроби {\displaystyle p/q} число цифр периода меньше или равно {\displaystyle q-1}. Валлис, кроме того, показал конечность дроби со знаменателем вида {\displaystyle 2^{m}5^{n}}, он также знал, что невозможно иррациональные числа выразить периодическими дробями.
В начале XVII века Непер изобрёл логарифмы. Применение логарифмов и десятичных дробей, включение в арифметику понятия иррационального числа как последовательности рациональных приближений расширили область применения арифметики к концу XVII века и определили фундаментальное значение науки для изучения непрерывных величин.
В XVIII веке продолжились работы с десятичными дробями, в частности с бесконечными и периодическими десятичными дробями. Тот факт, что любая периодическая дробь является рациональным числом, а также, что любая несократимая дробь, содержащая в знаменателе отличные от двух и пяти простые делители, разлагается в периодическую, доказал в середине XVIII века Ламберт. В работе Гаусса «Арифметические исследования» с помощью теории степенных вычетов представлены более глубокие свойства периодических дробей. Вместе с тем в учебниках того времени десятичные дроби затрагиваются мимоходом или не упоминаются вовсе. Непрерывными дробями занимался Эйлер, который впервые представил приёмы преобразования бесконечных непрерывных дробей в бесконечные ряды, а затем посвятил им целую главу в первом томе своего «Введения в анализ бесконечных» в 1748 году. Эйлеру принадлежит доказательство того, что всякое рациональное число может быть представлено в виде конечной непрерывной дроби, а также, что периодическая непрерывная дробь с единицами в числителях является корнем квадратного уравнения. Обратное было доказано Лагранжем в 1768 году. В XVIII веке у Эйлера и его учеников арифметика приобретает современные формы.
Жирар и Декарт геометрически интерпретировали отрицательные числа противоположно направленными отрезками. Несмотря на то, что уже Декарт считал отрицательные корни уравнений, наряду с положительными, действительными корнями (в противовес мнимым), некоторые свойства отрицательных чисел долгое время оставались неясными. 1 сентября 1742 года Эйлер в письме Николаю I Бернулли впервые высказал утверждение, что корни любого алгебраического уравнения имеют вид {\displaystyle a+b{\sqrt {-1}}}. В 1747 году в «Размышлениях об общей причине ветров» Даламбер показал, что {\displaystyle (a+b{\sqrt {-1}})^{g+h{\sqrt {-1}}}=A+B{\sqrt {-1}}}. В «Исследованиях о мнимых корнях» Эйлер тем не менее определяет мнимое число как такое, которое «ни больше нуля, ни меньше нуля, ни равно нулю», а «нечто невозможное». При этом он доказывает теорему, что всякое мнимое число образовано суммой действительного числа {\displaystyle M} и произведения действительного числа {\displaystyle N} на {\displaystyle {\sqrt {-1}}}. Задача решалась для отдельных функций, круг операций над мнимыми числами очерчен не был. Кроме того, были проблемы с геометрическим толкованием мнимых чисел. Первую попытку сделал Валлис, который полагал мнимые числа отрезками, перпендикулярными вещественным, затем была работа Генриха Кюна в 1753 году, в которой он считал мнимым числом сторону квадрата с отрицательной площадью. Развить определение Валлиса удалось Весселю и Аргану только на рубеже XVIII—XIX веков.

### Создание и развитие теории чисел
В 30-х годах XVII века Ферма выделил теорию чисел как отдельную область арифметики, по его мнению, лишь слегка затронутую Евклидом и, возможно, Диофантом. Ферма занимался решением диофантовых уравнений и делимостью целых чисел. Он сформулировал ряд утверждений без доказательства, в частности малую и великую теоремы Ферма. Ферма не написал никакого специального труда по теории чисел, его предложения сохранились лишь в переписке, а также в виде замечаний к «Арифметике» Диофанта.
Только через 70 лет работы Ферма привлекли внимание Эйлера, который занимался теорией чисел несколько десятилетий. Ей посвящено четыре с половиной тома 30-томной математической серии Эйлера. Эйлер занимался обобщением малой теоремы Ферма, а также доказательством великой теоремы Ферма для случая {\displaystyle n=3}. Эйлер первым начал применять для задач теории чисел аппарат других разделов математики, в первую очередь математического анализа. Он сформулировал метод производящих функций, тождество Эйлера, а также задачи, связанные со сложением простых чисел.
Считается, что именно после работ Эйлера теория чисел стала отдельной наукой.

### Проблемы обоснования арифметики
С работами Лобачевского по геометрии связан процесс критического пересмотра основ математики, который случился в XIX веке. Ещё в XVIII веке начались попытки дать теоретические обоснования представлениям о числе. Поначалу это касалось только арифметики натуральных чисел, для которой применялись различные аксиомы и определения, зачастую избыточные и недостаточные одновременно, во многом заимствованные из «Начал» Евклида. Также обстояло дело с основными законами арифметики: коммутативный и ассоциативный законы для умножения и сложения упоминались довольно часто, дистрибутивный закон относительно сложения для умножения — реже, а все пять законов — крайне редко. Лейбниц первый поставил задачу дедуктивного построения арифметики и, в частности, показал необходимость доказательства равенства «два плюс два равно четыре» в своих «Новых опытах о человеческом разуме» в 1705 году. В попытках решить этот вопрос свои аксиомы представили Вольф в 1770 году, Шульц в 1790 году, Ом в 1822 году, Грассман в 1861 году и, наконец, Пеано в 1889 году.
Сложность выделения основных положений арифметики связана с простотой её начальных положений. Только в середине XIX века Грассман выбрал систему основных аксиом, определяющих сложение и умножение. Система позволяла вывести остальные положения арифметики как логическое следствие из аксиом. На основе аксиом были доказаны коммутативный, ассоциативный и дистрибутивный законы сложения и умножения, введено понятие дроби как пары целых чисел с определёнными законами сравнения и действий. Работа Грассмана была продолжена Пеано. Были и дальнейшие попытки приблизиться к полному теоретическому обоснованию арифметики натуральных чисел, в частности работы Гильберта, пока в 1932 году Гёдель не доказал теорему о неполноте.
Аналогичным образом были попытки дать теоретическое обоснование рациональным дробям, для которых выделялись две концепции: равные доли единицы или отношение двух однородных величин. Для рациональных дробей необходимо было доказать верность равенств {\displaystyle {\frac {am}{bm}}={\frac {a}{b}}} и {\displaystyle {\frac {a:m}{b:m}}={\frac {a}{b}}} ({\displaystyle m} — натуральное число), которые использовались при сложении, вычитании и сокращении дробей. Равенство было тривиальным в теории отношений, но совсем не очевидным в независимой от неё концепции. Вместе с тем его просто считали верным. Арифметика дробей была обоснована Ж. Таннери в 1894 году, в его модели дроби представлялись парами целых чисел.
В 1758 году в «Первых основаниях арифметики, геометрии, плоской и сферической тригонометрии и перспективы» Кестнер выступил за обоснование всех арифметических понятий через целое число. Таким образом, он определил, в порядке следования в книге, натуральные числа, дроби, отрицательные числа, десятичные дроби, иррациональные числа и только затем теорию отношений. Операции над иррациональными числами стали исследовать, опираясь на их приближения рациональными дробями. При этом существование иррациональных чисел принималось заранее, а сами они трактовались как пределы последовательности рациональных чисел. Для иррациональных чисел пользовались определением Ньютона как отношения несоизмеримых величин (подобное определение дал и Эйлер). Аналогичным образом трактовал иррациональные числа П. А. Рахманов в «Новой теории содержания и пропорции геометрически соизмеримых и несоизмеримых количеств, и в последнем случае основанной на теории пределов». И только во второй половине XIX века появляются строгие теории действительного числа, сформулированные Мерэ, Кантором, Дедекиндом и Вейерштрассом.
В формировании теории отрицательных чисел основную проблему составляло утверждение, что отрицательное число меньше нуля, то есть меньше, чем ничего. Строгое определение отрицательных чисел отсутствовало, при этом были попытки сформулировать правила знаков («минус на плюс даёт минус» и «минус на минус даёт плюс»). Французский математик Карно в 1813 году писал: «Метафизика правила знаков при более глубоком изучении её обнаруживает, пожалуй, бо́льшие трудности, чем метафизика бесконечно малых количеств; это правило никогда не было доказано вполне удовлетворительным образом, и, по-видимому, оно даже не может быть доказано достаточно удовлетворительно». Первые попытки сформулировать теорию отрицательных чисел были сделаны в середине XIX века и принадлежат Гамильтону и Грассману.
Полное геометрическое толкование комплексных чисел было предложено Каспаром Весселем в «Опыте об аналитическом представлении направления и его применениях, преимущественно к решению плоских и сферических многоугольников» в 1799 году. Вессель хотел работать с направленными отрезками на плоскости с помощью алгебраических операций, но для вещественных чисел они позволяли только изменить направление на противоположное, а не задать произвольное направление. Вессель использовал основные единицы {\displaystyle +1}, {\displaystyle -1}, {\displaystyle +\epsilon }, {\displaystyle -\epsilon } и, используя правила умножения, заключил, что {\displaystyle \epsilon ={\sqrt {-1}}}. Работы Весселя оставались незамеченными около 100 лет. За это время своё толкование мнимых чисел представили Жан Робер Арган в 1813—1814 годах, Шайсс в 1831 году в «Теории биквадратичных вычетов», а также Гамильтон в 1832 году, который построил арифметическую теорию, рассматривая комплексные числа как пары действительных.
Вессель пытался обобщить теорию на трёхмерное пространство, но это ему не удалось. Вопрос оставался открытым до тех пор, пока Гамильтон не построил теорию кватернионов, при умножении которых не выполняется коммутативный закон. При этом исследования Вейерштрасса, Фробениуса и Пирса показали, что отказаться от какого-либо из арифметических законов придётся при любом расширении понятия числа за пределы комплексных чисел.

## История арифметики в России
На Руси использовали аналог древнегреческой нумерации с использованием букв кириллицы или глаголицы. Вместе с тем, в отличие от многих народов, которые придали числовые значения новым буквам, на Руси за малым исключением продолжали использовать буквы греческого алфавита или похожие. Числа писались в том же порядке, что и произносились, то есть в числе 15 сначала шёл знак для пяти, а потом для десятка, в то время как в числе 25 — сначала для 2, а потом для 5. Наибольшее распространение получила кириллическая нумерация. Арифметика в России называлась щётная мудрость, или «Чёрная книга», откуда произошло чернокнижие. Книги по арифметике мало кто мог прочитать и понять, так как они содержали арифметические правила и выкладки и были составлены из малопонятных знаков.
XI веком датируются математические задачи из юридического сборника «Русская Правда» — первый дошедший до нас математический документ Древней Руси, содержащий задачи о приплоде скота, количестве зерна и сена, собираемого с определённой площади. Дальнейшее развитие науки было остановлено монголо-татарским нашествием. В конце XVI века появилась «Книга, рекома по гречески Арифметика, по-немецки Алгорисма, а по-русски — Цифирная счетная мудрость», которая, по мнению Карамзина, и была первой русской арифметикой.
Считается, что арабские цифры были введены в России после первого заграничного путешествия Петра I, когда он в 1698 году привёз из Лондона морских офицеров. Одним из офицеров был Фергарсон, который, как полагают, ввёл в России арабские цифры. Но на самом деле они пришли в Россию задолго до Петра, в 1647 году в Москве по указу царя Алексея Михайловича был напечатан русский воинский устав, в котором использовались арабские цифры. Книги же, напечатанные на русском языке за пределами России, содержали арабские цифры с начала XVI века. При этом в тексте использовалась славянская нумерация, а для вычислений — арабская.
В 1682 году в Москве была напечатана первая книга математического содержания «Считание удобное, которым всякий человек купующий или продающий зело удобно изыскати может, число всякие вещи», которая содержала таблицы умножения до 100 и использовала славянскую нумерацию. Второе издание этой книги, выпущенное в 1714 году в Петербурге, было напечатано гражданским шрифтом и арабскими цифрами. В 1699 году в Амстердаме вышла книга «Краткое и полезное руковедение в аритметыку, или во обучение и познание всякого счёту в сочетании всяких вещей» — первый учебник арифметики на русском языке. Книга была составлена Ильёй Фёдоровичем Копиевичем (или Копиевским) по заказу архангельских купцов. Она не удовлетворила заказчиков и распространения не получила.
В России первый учебник арифметики Леонтия Магницкого был напечатан в 1703 году. В «Арифметике» Магницкого, вслед за остальной Европой, используется счёт по числу пальцев на руках: числа от 1 до 9 названы «перстами», нуль — «низачто», десятки — «составами», а остальные числа — «сочинениями».